# Eupithecia albimaculata
Euphitecia albimaculata es una especie de polilla de la familia Geometridae. La especie fue descrita por primera vez por David Stephen Fletcher habiendo sido descrita en 1956, con distribución en Kenya. El holotipo de la especie fue descrita en el monte Elgon.